# Рист, Райво
Райво Рист (эст. Raivo Rist; 6 апреля 1947, волость Пюхалепа — 4 августа 2025) — советский и эстонский шашист. Чемпион Эстонии по международным шашкам в 1973—1977, 1980, 1982, 1984, 1985, 2008 годах в классической программе (всего 10), 6 раз в быстрые шашки (1983, 1984, 1986, 1994, 2003 и 2007), дважды в молниеносной (1980/81, 1988/90). Чемпион Эстонии по русским шашкам в 2002, 2007 году.
Мастер ФМЖД.
Окончил в 1965 году в Таллине институт строительства и механики.
В 1975—2000 годы в общей сложности Рист 9 раз был выбран как лучший спортсмен среди мужчин в Хийумаа, а в 1987 и в 1988 году признан в качестве лучшего спортсмена года в Хийумаа.
Член совета директоров теннисного клуба Хийумаа.
Умер 4 августа 2025 года в возрасте 78 лет.

## Семья
Брат — Арво многократный чемпион Эстонии по русским шашкам.